# Voormalige Bulgaarse Zuidelijke Gebieden
De Voormalige Bulgaarse Zuidelijke Gebieden zijn die delen van West-Thracië die Bulgarije in 1919 volgens het Verdrag van Neuilly aan Griekenland moest afstaan. Sindsdien behoren deze gebieden tot Griekenland (het oosten van Oost-Macedonië en Thracië) en in mindere mate Turkije.

## Balkanoorlogen

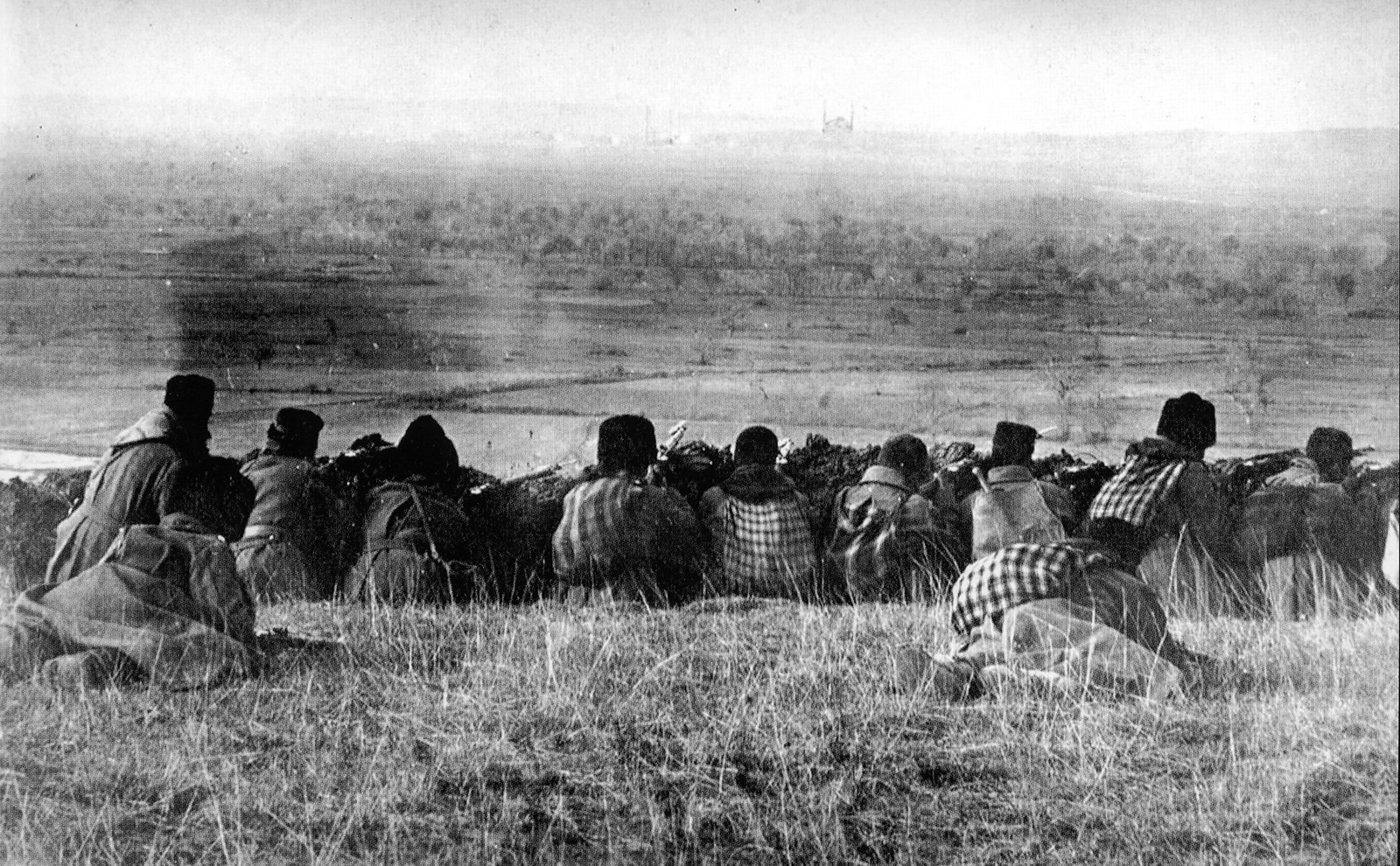
Bulgaarse belegering van Adrianopel (Edirne)

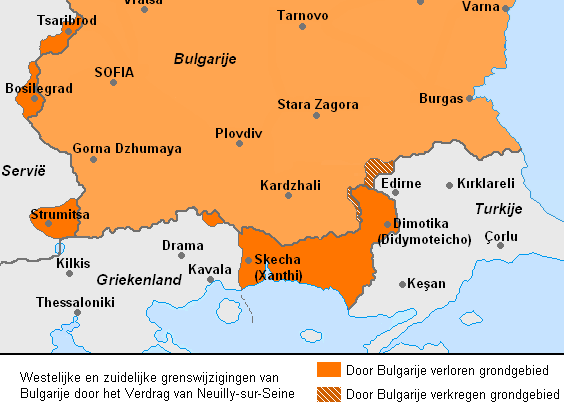
Verloren Zuidelijke gebieden, Neuilly

Tijdens de Eerste Balkanoorlog (1912) veroverde Bulgarije onder meer een groot deel van West-Thracië op het Ottomaanse Rijk en verkreeg daarmee een strategisch belangrijke toegang tot de Egeïsche Zee. Dit werd bevestigd in de Vrede van Boekarest (1913).
In het nieuwe Bulgaarse gebied lagen onder meer de havenstad Dedeagatsj (Alexandroupolis) en de steden Xanthi en Adrianopel (Edirne). De inwoners waren overwegend Grieken en Turken, maar het gebied werd deels etnisch gezuiverd van deze volken.
In de Tweede Balkanoorlog (1913) ging een deel van het gebied weer verloren (waaronder Adrianopolis), maar een ongeveer honderdtwintig kilometer lange kustlijn aan de Egeïsche Zee bleef behouden.

## Verdrag van Neuilly
Bulgarije heeft de toegang tot de Egeïsche Zee niet lang kunnen houden. In 1914 brak de Eerste Wereldoorlog uit; vier jaar later behoorde Bulgarije tot de verliezende centrale mogendheden. Het Verdrag van Neuilly was het derde van de vijf Parijse vredesverdragen die na de Eerste Wereldoorlog tot stand kwamen tussen de overwinnaars en elk van de verliezers. Het werd op 27 november 1919 getekend in het stadhuis van Neuilly-sur-Seine door Bulgarije en de geallieerden.
Het verdrag bepaalde dat Bulgarije ten gunste van drie van zijn vier buurlanden grondgebied moest afstaan, in het westen aan het Koninkrijk Joegoslavië (de Voormalige Bulgaarse Westelijke Gebieden), in het noorden aan Roemenië en in het zuiden aan Griekenland. Hiermee verloor Bulgarije zijn toegang tot de Egeïsche Zee en ging de laatste gebiedswinst van de Balkanoorlogen verloren.
Een deel van het aan Griekenland afgestane gebied zou overigens na de Vrede van Lausanne (1923) Turks worden. De herovering van de verloren gegane gebieden zou tot 1945 altijd een essentieel onderdeel van de Bulgaarse politiek blijven.